# Man of Sorrows
Man of Sorrows (ang. Mąż boleści) – drugi singel z czwartego solowego albumu Bruce’a Dickinsona, Accident of Birth. Singel został wydany 3 czerwca 1997. Pierwotnie utwór powstał w 1990 dla filmu Chemical wedding, który został ukończony dopiero w 2008 roku.
W wywiadach Bruce Dickinson odnosił tekst utworu do okultystycznego pisarza angielskiego Aleistera Crowleya, założyciela Opactwa Thelemy (1920) na Sycylii.
Tytuł Mąż boleści odnosi się do fragmentu Biblii, który opisuje człowieka niosącego winy całej ludzkości.

Wzgardzony i odepchnięty przez ludzi,

Mąż boleści, oswojony z cierpieniem,

jak ktoś, przed kim się twarze zakrywa,

wzgardzony tak, iż mieliśmy Go za nic.

Lecz On się obarczył naszym cierpieniem,

On dźwigał nasze boleści,

a myśmy Go za skazańca uznali,

chłostanego przez Boga i zdeptanego. 